# Championnats d'Europe de skeleton 2008
Navigation
Édition précédente Édition suivante
Les championnats d'Europe de skeleton 2008, quatorzième édition des championnats d'Europe de skeleton, ont lieu le 18 janvier 2008 à Cesana Torinese, en Italie. L'épreuve masculine est remportée par le Britannique Kristan Bromley  devant l'Allemand Sebastian Haupt et le Britannique Adam Pengilly tandis que l'Allemande Anja Huber gagne l'épreuve féminine devant la Russe Svetlana Trounova et l'Allemande Kerstin Jürgens.